# قيس وليلى (فلم 1939)
قيس وليلى هو فيلم مصري أنتج سنة 1939.

## ملخص الفيلم
تولد مشاعر حب رائعة بين «قيس بن الملوح» و«ليلى» ابنة عمه التي هام بها حبًا وهما يرعيان الغنم، فصار يلقى قصائده التي تحمل حبه إلى كل مكان حتى أنه كان يصفها في قصائده ويصف جمالها حتى يصل ما يلقيه من أشعار: والتي ذاع صيتها وأيضًا مقابلاتهما السرية، إلى مسامع القبيلة فيرفض عمه زواجه منها بل ويعمل على التفرقة بينهما والقضاء على الحب العذرى. حتى منعه من رؤيتهما خاصة بعد أن كاد لهما «غابر» الذي يطمع في أن يتزوج من ورد الأمر الذي أفقد «قيس» عقله فصار يناديها ويناجيها بقصائده وهو يهيم على وجهه في الصحراء. يشكو للرمال تارة وللنجوم أخرى حبه «لليلى» ينقذه ابن عوف. وتتزوج «ليلى» من ورد. وتعيش تعيسة، وتموت يذهب إلى مقبرتها، ويموت فوقها.

## طاقم العمل
الإخراج: إبراهيم لاما (مخرج) - أحمد ضياء الدين (مخرج)
التأليف: السيد زيادة (سيناريو) - إبراهيم لاما (سيناريو)

## روابط خارجية
- مقالات تستعمل روابط فنية بلا صلة مع ويكي بيانات
- قيس وليلى على الدهليز
- قيس وليلى نسخة محفوظة 29 أكتوبر 2021 على موقع واي باك مشين. على كاروهات